# 卡薩科伊馬市
卡薩科伊馬市（西班牙語：Municipio Casacoima），是委內瑞拉的一個市，位於該國東部阿馬庫羅三角洲州，首府設於謝拉德伊馬塔卡，始建於1781年，面積2,920平方公里，2011年人口31,691，人口密度為每平方公里10.85人。